# Foster the People
Foster the People ist eine US-amerikanische Indie-Elektropop-Band aus Kalifornien.

## Bandgeschichte

### Anfänge
Der Kopf der Band, Sänger und Gitarrist Mark Foster, stammt eigentlich aus Cleveland, ging aber nach Los Angeles, um dort unter anderem als Komponist für Film- und Fernsehwerbung Geld zu verdienen. Zuerst war er auch als Solomusiker unterwegs, bevor er im Herbst 2009 mit dem Bassisten Cubbie Fink und dem Schlagzeuger Mark Pontius die Band Foster the People gründete.
Beim lokalen Radiosender KROQ machten sie im Jahr darauf mit dem Lied Pumped Up Kicks auf sich aufmerksam, der sich zu einem der Sommerhits des Jahres 2010 entwickelte. Der eingängige Refrain und der poppige Upbeat-Rhythmus steht im Gegensatz zum düsteren Text, in dem es um einen sozial isolierten, psychotischen Jugendlichen geht, der eine Amoklauffantasie hat und seinen potenziellen Opfern empfiehlt, vor den Kugeln seiner Waffe wegzulaufen. Mit dem Lied möchte die Band ein Zeichen gegen Jugendgewalt setzen. Mark Foster wurde in der Highschool gemobbt und Cubbie Finks Cousine ist eine Überlebende des Amoklaufs an der Columbine High School.
Über das Internet stieg ihre Popularität, insbesondere über das Portal Hype Machine, in das sie durch den Beitrag einer deutschen Bloggerin gelangt waren. Das Interesse an Foster the People wuchs international, unter anderem standen sie 2010 auch auf der Playlist des österreichischen Jugendsenders FM4.
Die Band bekam im Juni 2010 einen Vertrag beim Majorlabel Sony/Columbia und im Januar 2011 veröffentlichten sie ihre erste EP, die nach dem Lied benannt ist. Im April traten sie bei Coachella 2011 auf. Kurz darauf brachte es ihr Debütsong Pumped Up Kicks in Nordamerika in die Charts und erreichte schließlich Platz 3 in den USA. Das Debütalbum Torches folgte wenig später und stieg auf Platz 8 der US-Albumcharts ein. Foster the People waren mit dem Lied international erfolgreich, besonders in Australien, wo es auf Platz 1 stieg und das Album Platz 5 erreichte.

### Seit dem Erfolg vonPumped Up Kicks2011 bis jetzt
Für Foster the People stand 2012 im Zeichen einer umfangreichen Tour sowie dem Schreiben neuer Songs und der Aufnahme eines zweiten Albums. Die Single verkaufte sich allein in den USA über 6 Millionen Mal und gehört zu den 20 meistverkauften Singles aller Zeiten.
Am 14. Januar 2014 wurde die Single Coming of Age veröffentlicht. Sie war ein Vorgriff auf das Album Supermodel, das im März 2014 erschien.
Am 27. April 2017 veröffentlichten Foster The People die EP III. Sie enthält drei Songs, die zudem auch auf dem nächsten Studioalbum der Band zu finden sind. Das Album Sacred Hearts Club ist am 21. Juli 2017 erschienen.

## Diskografie

### Studioalben
| Jahr | Titel Musiklabel                                        | Höchstplatzierung, Gesamtwochen, AuszeichnungChartplatzierungen (Jahr, Titel, Musiklabel, Platzierungen, Wochen, Auszeichnungen, Anmerkungen) | Höchstplatzierung, Gesamtwochen, AuszeichnungChartplatzierungen (Jahr, Titel, Musiklabel, Platzierungen, Wochen, Auszeichnungen, Anmerkungen) | Höchstplatzierung, Gesamtwochen, AuszeichnungChartplatzierungen (Jahr, Titel, Musiklabel, Platzierungen, Wochen, Auszeichnungen, Anmerkungen) | Höchstplatzierung, Gesamtwochen, AuszeichnungChartplatzierungen (Jahr, Titel, Musiklabel, Platzierungen, Wochen, Auszeichnungen, Anmerkungen) | Höchstplatzierung, Gesamtwochen, AuszeichnungChartplatzierungen (Jahr, Titel, Musiklabel, Platzierungen, Wochen, Auszeichnungen, Anmerkungen) | Anmerkungen                           |
| Jahr | Titel Musiklabel                                        | DE | AT | CH | UK | US | Anmerkungen                           |
| ---- | ------------------------------------------------------- | --- | --- | --- | --- | --- | ------------------------------------- |
| 2011 | Torches Startime International, Columbia Records (Sony) | DE87 (5 Wo.)DE | AT44 (8 Wo.)AT | CH49 (26 Wo.)CH | UK12 (30 Wo.)UK | US8 ×3Dreifachplatin · (70 Wo.)US | Erstveröffentlichung: 23. Mai 2011    |
| 2014 | Supermodel Columbia Records (Sony)                      | — | — | CH17 (2 Wo.)CH | UK26 (5 Wo.)UK | US3 (14 Wo.)US | Erstveröffentlichung: 14. März 2014   |
| 2017 | Sacred Hearts Club Columbia Records (Sony)              | — | — | — | — | US47 Gold · (6 Wo.)US | Erstveröffentlichung: 21. Juli 2017   |
| 2024 | Paradise State of Mind Atlantic Records                 | — | — | — | — | US170 (1 Wo.)US | Erstveröffentlichung: 16. August 2024 |

### EPs
- 2011: Foster the People
- 2014: Spotify Sessions
- 2017: III
- 2019: Pick U Up

### Singles
| Jahr | Titel Album                             | Höchstplatzierung, Gesamtwochen, AuszeichnungChartplatzierungen (Jahr, Titel, Album, Platzierungen, Wochen, Auszeichnungen, Anmerkungen) | Höchstplatzierung, Gesamtwochen, AuszeichnungChartplatzierungen (Jahr, Titel, Album, Platzierungen, Wochen, Auszeichnungen, Anmerkungen) | Höchstplatzierung, Gesamtwochen, AuszeichnungChartplatzierungen (Jahr, Titel, Album, Platzierungen, Wochen, Auszeichnungen, Anmerkungen) | Höchstplatzierung, Gesamtwochen, AuszeichnungChartplatzierungen (Jahr, Titel, Album, Platzierungen, Wochen, Auszeichnungen, Anmerkungen) | Höchstplatzierung, Gesamtwochen, AuszeichnungChartplatzierungen (Jahr, Titel, Album, Platzierungen, Wochen, Auszeichnungen, Anmerkungen) | Anmerkungen                              |
| Jahr | Titel Album                             | DE | AT | CH | UK | US | Anmerkungen                              |
| ---- | --------------------------------------- | --- | --- | --- | --- | --- | ---------------------------------------- |
| 2010 | Pumped Up Kicks Torches                 | DE9 Platin · (31 Wo.)DE | AT3 Platin · (23 Wo.)AT | CH17 (46 Wo.)CH | UK18 ×4Vierfachplatin · (43 Wo.)UK | US3 ×4Diamant + Vierfachplatin · (40 Wo.)US                                                                                              | Erstveröffentlichung: 14. September 2010 |
| 2012 | Don’t Stop (Color on the Walls) Torches | — | — | — | — | US86 Platin · (9 Wo.)US | Erstveröffentlichung: 10. Januar 2012    |
| 2017 | Sit Next to Me Sacred Hearts Club       | — | — | — | — | US42 ×4Vierfachplatin · (20 Wo.)US | Erstveröffentlichung: 13. Oktober 2017   |

Weitere Singles
- 2011: Helena Beat (US: ×2Doppelplatin )
- 2011: Call It What You Want (UK: Silber, US: Gold)
- 2012: Houdini (US: Platin)
- 2014: Coming of Age (US: Gold)
- 2014: Pseudologia Fantastica
- 2014: Best Friend
- 2014: Are You What You Want To Be?
- 2017: Doing It for the Money
- 2017: Loyal Like Sid & Nancy
- 2017: I Love My Friends
- 2018: Worst Nites
- 2019: Style
- 2019: Imagination
- 2019: Pick U Up

### Als Gastmusiker
- 2018: Ride or Die (The Knocks feat. Foster the People, US: Gold)
- 2018: Blur (MØ feat. Foster the People)

## Auszeichnungen für Musikverkäufe
| Goldene Schallplatte - Australien - 2012: für die Single Call It What You Want - Dänemark - 2013: für das Streaming Pumped Up Kicks - 2020: für das Album Torches - Frankreich - 2012: für das Album Torches - Kanada - 2012: für die Single Don’t Stop (Color on the Walls) - 2012: für die Single Helena Beat - Malaysia - 2012: für das Album Torches - Philippinen - 2012: für das Album Torches - Singapur - 2020: für das Album Torches - Vereinigte Staaten - 2023: für das Lied I Would Do Anything For You Platin-Schallplatte - Australien - 2012: für das Album Torches - Dänemark - 2019: für die Single Pumped Up Kicks - Italien - 2017: für die Single Pumped Up Kicks - Kanada - 2012: für das Album Torches - 2019: für die Single Sit Next to Me - Polen - 2024: für das Album Torches - Spanien - 2024: für die Single Pumped Up Kicks | 2× Platin-Schallplatte - Mexiko - 2021: für die Single Imagination - Neuseeland - 2023: für das Album Torches 5× Goldene Schallplatte - Mexiko - 2015: für die Single Pumped Up Kicks 5× Platin-Schallplatte - Kanada - 2012: für die Single Pumped Up Kicks 8× Platin-Schallplatte - Neuseeland - 2025: für die Single Pumped Up Kicks 18× Platin-Schallplatte - Australien - 2024: für die Single Pumped Up Kicks |

Anmerkung: Auszeichnungen in Ländern aus den Charttabellen bzw. Chartboxen sind in ebendiesen zu finden.
| Land/RegionAuszeichnungen für Musikverkäufe (Land/Region, Auszeichnungen, Verkäufe, Quellen) | Silber  | Gold       | Platin       | Diamant  | Verkäufe   | Quellen              |
| -------------------------------------------------------------------------------------------- | ------- | ---------- | ------------ | -------- | ---------- | -------------------- |
| Australien (ARIA)                                                                            | —       | Gold1      | 19× Platin19 | —        | 1.365.000  | aria.com.au          |
| Dänemark (IFPI)                                                                              | —       | 2× Gold2   | Platin1      | —        | 100.000    | ifpi.dk              |
| Deutschland (BVMI)                                                                           | —       | —          | Platin1      | —        | 300.000    | musikindustrie.de    |
| Frankreich (SNEP)                                                                            | —       | Gold1      | —            | —        | 50.000     | infodisc.fr          |
| Italien (FIMI)                                                                               | —       | —          | Platin1      | —        | 50.000     | fimi.it              |
| Kanada (MC)                                                                                  | —       | 2× Gold2   | 7× Platin7   | —        | 640.000    | musiccanada.com      |
| Malaysia (RIM)                                                                               | —       | Gold1      | —            | —        | 7.500      | Einzelnachweise      |
| Mexiko (AMPROFON)                                                                            | —       | Gold1      | 4× Platin4   | —        | 270.000    | amprofon.com.mx      |
| Neuseeland (RMNZ)                                                                            | —       | —          | 10× Platin10 | —        | 270.000    | radioscope.co.nz NZ2 |
| Österreich (IFPI)                                                                            | —       | —          | Platin1      | —        | 30.000     | ifpi.at              |
| Philippinen (PARI)                                                                           | —       | Gold1      | —            | —        | 7.500      | pari.com.ph          |
| Polen (ZPAV)                                                                                 | —       | —          | Platin1      | —        | 20.000     | olis.pl              |
| Singapur (RIAS)                                                                              | —       | Gold1      | —            | —        | 5.000      | rias.org.sg          |
| Spanien (Promusicae)                                                                         | —       | —          | Platin1      | —        | 60.000     | elportaldemusica.es  |
| Vereinigte Staaten (RIAA)                                                                    | —       | 5× Gold5   | 15× Platin15 | Diamant1 | 27.500.000 | riaa.com             |
| Vereinigtes Königreich (BPI)                                                                 | Silber1 | —          | 4× Platin4   | —        | 2.600.000  | bpi.co.uk            |
| Insgesamt                                                                                    | Silber1 | 15× Gold15 | 65× Platin65 | Diamant1 |            |                      |